# (800) Kressmannia
(800) Kressmannia es un asteroide perteneciente al cinturón de asteroides descubierto el 20 de marzo de 1915 por Maximilian Franz Wolf desde el observatorio de Heidelberg-Königstuhl, Alemania.
Está nombrado en honor del mayor Kressmann.

## Características orbitales
Kressmannia forma parte de la familia asteroidal de Flora.